# Rossignolet du bois
Rossignolet du bois (in italiano: Usignolo del bosco) è una canto tradizionale occitano, composto da un autore anonimo in lingua occitana.

## Storia e contenuto
Il brano fu recuperato dal compositore Joseph Canteloube nel 1938 ed inserito nella raccolta Nouvelle anthologie chorale 2. per le Editions Musicales Frédy Henry, Svizzera, dove lo trascrisse con tonalità in sol minore arrangiamento per tre voci.
Il brano fu in seguito catalogato dal raccoglitore di canzoni tradizionali Jean Dumas (1924-1979), con diverse versioni del testo anche se molto simili fra loro, ed anche con diverse melodie che differiscono molto fra di loro. 
Nel novembre del 1958 Dumas aveva trascritto il testo e la partitura con il titolo « La leçon d'amour » (La lezione d'amore) e aveva registrato diverse versioni fra cui una a cappella cantata da Virginie Granouillet.
Nel 1964 Luciano Berio trascrisse il brano a sua volta, con un arrangiamento per voce (mezzosoprano), flauto, clarinetto, arpa, percussioni, viola e violoncello.
Il brano musicale fu incluso nella raccolta dei Folk Songs e fu registrato dalla moglie Cathy Berberian.
Nel 1995 fu la volta di Osvaldo Golijov che lo incluse con nuovi arrangiamenti nel suo CD Ayre.

## Testi

### Versioni
| Versioni comparate di lingue differenti | Versioni comparate di lingue differenti                                                                                       | Versioni comparate di lingue differenti                                                                             | Versioni comparate di lingue differenti |
| Grafia originale (francitano) | Grafia classica (traduccion)                                                                                                  | Traduzione in francese                                                                                              |                                         |
| --- | --- | --- | --------------------------------------- |
| Roussinolet du bouè, Roussinolet sauvage, Apprends-moi toun langage, Apprends-moi-t-à chanter, Apprends-moi la manière Comment il faut eimer?    | Rossinholet del bòsc, Rossinholet sauvatge, Apren-me ton lengatge, Apren-me t'a cantar Apren-me la manièra Coma li fau aimar? | |                                         |
| Comment il faut eimer? Je m'en va vous le dire : Onà bère lo filho, L'onà bère souvan, Et lui dire : Lo bello, Je suis lou vostre amant.         | Coma li fau aimar? Ieu m'en vau vos lo dire : Ieu soi lo vòstre amant.                                                        | |                                         |
| Lo bello, vous abès De poumos de reineto, Dedans vostre blanc sein, Permettriez-bous, lo bello, Que j'y boute lo man?                            | La bèla, vos avètz De pomas de reineta, Dedins vòstre blanc sen, Permetriatz-vos, la bèla, Que i boti la man?                 | La belle, vous avez Des pommes de reinette, Dans vôtre blanc sein, Permettriez-vous, la belle Que j'y mets la main? |                                         |
| Golan, n'opartien pas Que me touchez mos poumo², Faut aller boir lo luno, Lu solel à lo man (l) ; Tu toucoras mos poumos Ol despen de toun bien. | Cau anar veir' la luna, Lo solelh a la man ; .                                                                                | Faut aller voir la lune, Le soleil à la main ; .                                                                    |                                         |

## Altre versioni
- Luisa Castellani
- Dawn Upshaw
- Thierry Guillemot
- Natalie Choquette
- Soïg Sibéril
- Patrick Bouffard
- Pina Sabatini e Sandro Del Duca
- Marc Boucher